# 公文明站
公文明站（日语：／ Kumommyo eki */?）是位於香川縣木田郡三木町，隷屬於高松琴平電氣鐵道（琴電）長尾線的車站。車站編號為N16。本站現時為無人車站，是長尾線下行列車離開三木町前的最後一站。

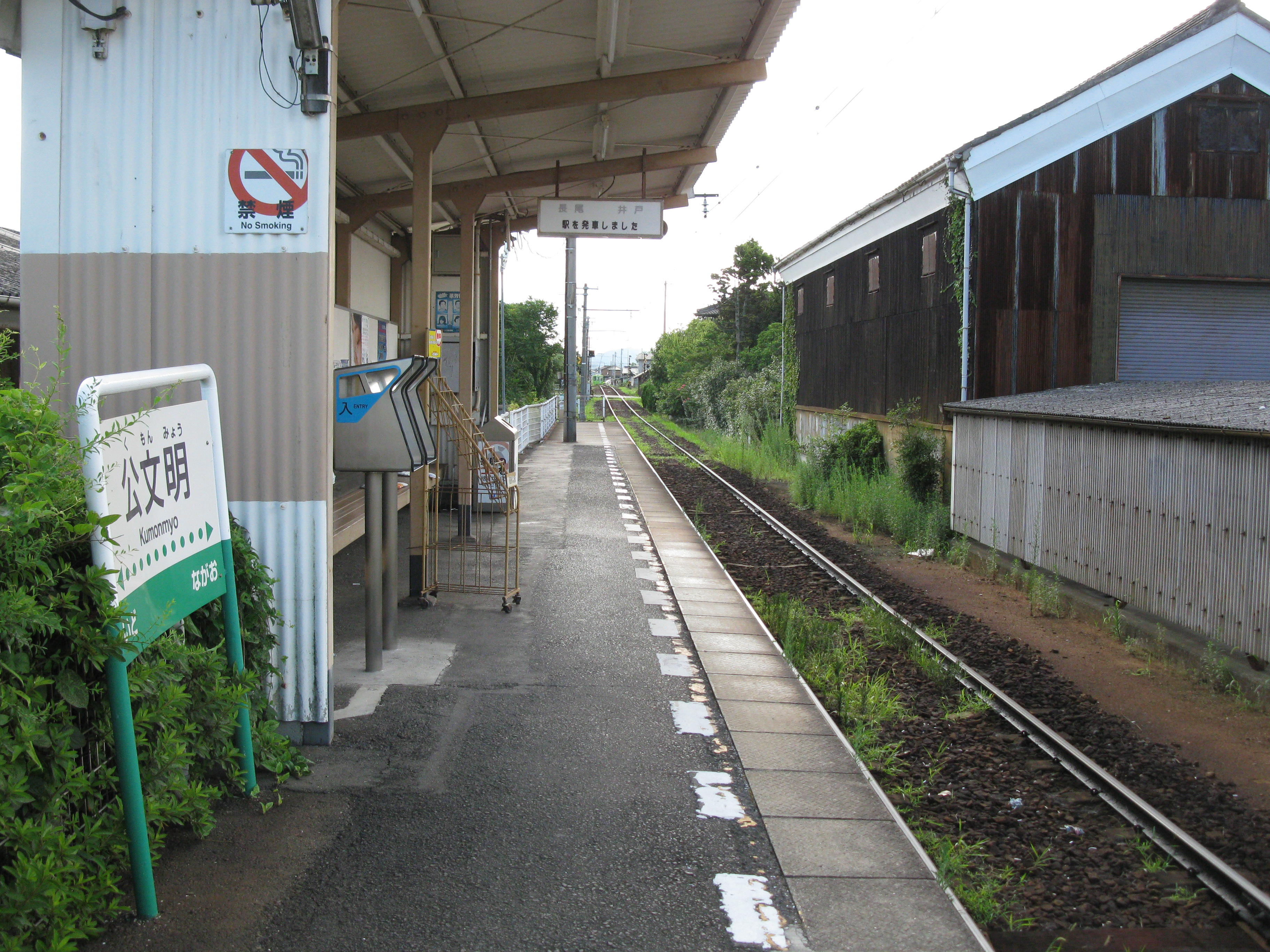
候車亭與月台(2010年8月)

## 車站構造
本站採用簡易車站設計，所有站房功能全設置於月台上的有蓋候車亭內。月台對面設有兩排有蓋單車停泊場及自動車停車場。此站共設有兩個出入口，主出入口位於向井戶站方向的月台末端，貼近旁邊的車路及平交道；另一個較細少的位於月台的中央位置，通往旁邊的空地及小路。本站是少數直至（2021年3月）為止還未設置無障礙斜道的車站，兩個出入口皆只能通過梯級上落月台。

### 月台
站內設有1座側式月台，長度只有43米。近出口處設有10米長的有蓋行候車亭，背面及兩側皆以鐵皮完全包圍。亭內設有內設有1組對應出、入站的IC卡感應器、一部簡易式自動售票機及候車長櫈。列車停靠時往高松築港方向為右側上落，往長尾方向則為左側上落。
| 路線     | 方向 | 目的地       | 備註 |
| -------- | ---- | ------------ | ---- |
| ■ 長尾線 | 上行 | 高松築港方向 |      |
| ■ 長尾線 | 下行 | 長尾方向     |      |

## 歷史
- 1912年4月30日：開業，稱為「井戶站」。
- 1915年：隨著長尾西站廢站，車站改名為「井戶川站」（日语：／）[1]。
- 1951年3月1日：第一次廢站。
- 1952年9月30日：車站重開，改稱「公文明站」。

## 使用狀況
| 1日上落人數推斷 | 1日上落人數推斷 |
| 年度            | 1日平均人數     |
| --------------- | --------------- |
| 2011            | 189             |
| 2012            | 204             |
| 2013            | 222             |
| 2014            | 219             |
| 2015            | 217             |
| 2016            | 221             |
| 2017            | 230             |
| 2018            | 232             |
| 2019            | 209             |
| 2020            | 170             |
| 2021            | 170             |
| 2022            | 163             |

## 相鄰車站
高松琴平電氣鐵道
■長尾線
井戶（N15）－公文明（N16）－長尾（N17）

## 外部連結
- 高松琴平電鐵公文明站資訊 （页面存档备份，存于）（日語）